# فهرست دانشگاه‌ها در جمهوری چک
در زیر فهرست برخی از دانشگاه‌های خصوصی، دولتی و عمومی کشور جمهوری چک آورده شده‌است:
- دانشگاه صنعتی چک در سال ۱۷۰۷ میلادی توسط نجبای بوهمی به هدف تدارک دیدن دانش فنی بهتر بنیان نهاده شد. محققان بسیاری از جمله یوزف رسل و فرانتس یوزف گرستنر در آنجا تدریس نموده‌اند
- دانشگاه کارلف در سال ۱۳۴۸ میلادی توسط کارل چهارم، امپراتور مقدس روم و پادشاه بوهم بنیان نهاده شد.
- دانشگاه ماساریک در سال ۱۹۱۹ توسط حکومت وقت بنیان نهاده شد.